# Ja, robot (film)
Ja, robot (ang. I, Robot) – amerykański film science fiction z 2004 roku, w reżyserii Alexa Proyasa, na podstawie cyklu opowiadań Isaaca Asimova pod tym samym tytułem o robotach.

## Opis fabuły
Przyszłość, Chicago rok 2035. Dzięki niebywałemu rozwojowi techniki najlepszym przyjacielem człowieka jest robot. Maszyny potrafią gotować obiady i sprzątać, kierują samolotami, a nawet opiekują się dziećmi. W założeniu są niegroźne, ponieważ zaprogramowano im zakaz krzywdzenia istot ludzkich. Choć postęp techniczny jest nieodłącznym elementem życia człowieka, detektyw Del Spooner (Will Smith) jest osobą sceptycznie podchodzącą do nowinek elektronicznych. Pewnego dnia w niewyjaśnionych okolicznościach ginie profesor Alfred Lanning (James Cromwell), projektant nowej serii robotów NS–5 i twórca praw robotyki, które mówią, że:
1. Robot nie skrzywdzi człowieka ani nie pozwoli, by człowieka skrzywdzono,
2. Robot musi wykonywać rozkazy człowieka, chyba że rozkazy te są sprzeczne z prawem numer jeden,
3. Robot musi bronić własnej egzystencji, chyba że będzie to sprzeczne z prawem numer jeden lub numer dwa.

Naukowiec wypada z okna drapacza chmur. Detektyw podejrzewa, że morderstwa dokonał wyjątkowy, zdolny do odczuwania emocji robot z serii NS-5 – Sonny (Alan Tudyk). Zabójstwo popełnione przez robota byłoby swoistą rewelacją, ponieważ po raz pierwszy zostałoby złamane prawo robotyki. Spooner wraz z pomocą doktor Susan Calvin (Bridget Moynahan) próbuje rozwikłać zagadkę. Jeśli nowoczesne maszyny rzeczywiście wymknęły się spod kontroli, gatunkowi ludzkiemu grozi zagłada.

## Obsada
- Will Smith jako detektyw Del Spooner
- Bridget Moynahan jako dr Susan Calvin
- Alan Tudyk jako robot Sonny
- James Cromwell jako dr Alfred Lanning
- Bruce Greenwood jako Lawrence Robertson
- Chi McBride jako porucznik John Bergin
- Shia LaBeouf jako Farber

## Odbiór

### Box office
Budżet filmu był szacowany na 120 milionów dolarów. W Stanach Zjednoczonych i Kanadzie film zarobił prawie 145 mln USD, natomiast w innych krajach przychody wyniosły 208 mln, co dało łączny przychód ze sprzedaży biletów ponad 353 milionów dolarów. Ja, robot uplasował się na 11. miejscu najlepiej zarabiających filmów 2004 roku.

### Krytyka w mediach
Film spotkał się z mieszanymi opiniami ze strony krytyków. Na agregatorze Rotten Tomatoes 57% recenzji zostało uznanych za pozytywne, a średnia ocen wyniosła 5.8/10. Według konsensusu krytyków tego serwisu: „nieznacznie przypominający opowiadania Isaaca Asimova, Ja, Robot jest letnim hitem, który wciąż zmusza widzów do myślenia, nawet jeśli w zaledwie niewielkim stopniu”. Na analogicznym portalu Metacritic film uzyskał wynik 59/100 na podstawie 38 recenzji.
Richard Roeper napisał pozytywną recenzję, nazywając film „dobrze zrobionym, nieustannie przynoszącym rozrywkę i emocjonującym rollercoasterem”. Kim Newman z magazynu „Empire” uznał, że film „ma w sobie zarówno rozum, jak i siłę”. Desson Thompson na łamach „The Washington Postu” stwierdził, że film ten „łączy grę aktorską live action i animację CGI z zapierającą dech w piersiach doskonałością”, podsumowując całość jako „ekscytującą rozrywkę”.
A.O. Scott na łamach „The New York Timesa” napisał, że „Ja, robot zabrakło zarówno intelektualnej dyscypliny, jak i wzniosłości emocjonalnej znanej z filmu A.I., niemniej pośród zgiełku i nieładu pojawiły się pomysły i emocje z prawdziwego zdarzenia”. Roger Ebert skrytykował film słowami: „fabuła jest prostoduszna i rozczarowująca, a sceny akcji i pościgów to w zasadzie typowa zagrywka w gatunku komputerowo animowanych filmów sci-fi”. Todd McCarthy z Variety oświadczył natomiast, że film „poniósł klęskę pod względem wizji i wyobraźni”.

### Nagrody i nominacje
W 2005 roku film Ja, robot otrzymał nominację do Oscara w kategorii „najlepsze efekty specjalne”.

## Ścieżka dźwiękowa - Marco Beltrami
1. Main Titles
2. Gangs Of Chicago
3. I, Robot Theme (End Credits)
4. New Arrivals
5. Tunnel Chase
6. Sonny's Interrogation
7. Spooner Spills
8. Chicago 2036
9. PUrse Snatcher
10. Need Some Nanites
11. 1001 Robots
12. Dead Robot Walking
13. Man On The Inside
14. Spiderbots
15. Round Up[14]